# Озеро імені Івана Франка
Озеро імені Івана Франка (Дрогобицьке озеро) — водосховище в Дрогобичі, яке утворили на початку 1970-х років (офіційно 1972 рік) на місці трьох струмків, що витікали із ближнього лісу та формували основне русло Побука (Серета).

## Розташування
Розташоване на схилі височини на заході Дрогобича.

## Опис
Озеро відносно невелике найбільша глибина приблизно 4 м.

## Історія
Околиця, де протікали струмки, знаходилася в котловині оточеної схилом височини із трьох сторін, окрім східної, де струмки за довгі сторіччя вимили собі широку рівнину, де розбилося давнє поселення солеварів Зваричі. 
Посилаючись на зручний рельєф та водні ресурси, було прийнято рішення про утворення тут водосховища. Перші роботи проходили по насипанню східної дамби та побудови шлюзу, щоб утримати воду. Але згодом, через деякий час експлуатації водосховища, появилася небезпека переливу води на північному березі, тож у 1989 році була почата нова серія робіт, яка передбачала насип дамби на північному березі та поглиблення водосховища. Для цього водосховище спустили, але роботи затяглися на довгих 11 років, протягом яких дно встигло вкритися густим чагарником. 
У 2000 році водосховище знову наповнили водою.

## Назва
Офіційної назви водойма не має. Використовують дві назви: озеро імені Івана Франка та Дрогобицьке озеро, але частіше використовують останнє. У народі ж озеро називають Залісся, що може бути навіть його давнішою народною назвою, що походить від його розташування за лісом, але сьогодні воно вживається із посиланням на Відпочинковий комплекс «Залісся».